# Tommaso Campailla
Tommaso Campailla (Modica, 6 aprile 1668 – Modica, 7 febbraio 1740) è stato un filosofo, poeta e medico italiano.

## Biografia
Tommaso Campailla nacque a Modica, in Sicilia, il 6 aprile del 1668, nell'attuale Via Posterla, sotto la rupe del Castello dei Conti. In gioventù, per la sua gracile costituzione, il padre preferì educarlo in campagna affinché si irrobustisse all'aria aperta, piuttosto che indirizzarlo agli studi. Nel 1684, si trasferì a Catania per studiarvi giurisprudenza, ma l'improvvisa morte del padre, che lo lasciava erede di un discreto patrimonio, lo costrinse a ritornare nella città natale, dove rimase fino alla morte.
Lì, poté dedicarsi interamente agli studi, prevalentemente da autodidatta, coltivando con passione la medicina, l'astronomia, le lettere e la filosofia. Sempre da autodidatta, studiò i classici e le opere filosofiche di Aristotele e Cartesio, per poi dedicarsi alla fisica, forse spinto dall'onda emotiva suscitata dal terribile sisma che, nel 1693, distrusse Modica e tutto il Val di Noto.
Grazie all'intercessione del Muratori gli fu offerta una cattedra all'Università di Padova, che il Campailla rifiutò a causa della sua salute malferma. Per lo stesso motivo, invitato ad assistere, il 24 dicembre 1713, all'incoronazione a Re di Sicilia, nella Cattedrale di Palermo, del Duca Vittorio Amedeo II di Savoia, disdisse gentilmente la visita.
Nel 1738, pubblicò il poema sacro incompiuto L'Apocalisse di San Paolo, in cui, oltre ad affrontare i temi della grazia e della virtù attiva, fornì una personale confutazione delle teorie di Miguel de Molinos, fondatore del "Quietismo", un'eresia che aspirava all'unificazione con Dio. Nello stesso periodo, iniziò a scrivere un'opera sistematica di filosofia, gli Opuscoli filosofici, di cui uscì solo il primo volume intitolato Considerazioni sopra la fisica del signor Isacco Newton (1738). Contemporaneamente si dedicò alla stesura di un trattato di fisica cartesiana, pubblicato postumo in due volumi nel 1841, con il titolo Filosofia per principi e cavalieri.
Campailla morì per un colpo apoplettico, il 7 febbraio del 1740. Il suo corpo fu sepolto sotto l'altare maggiore del duomo di San Giorgio a Modica. Una lapide, deposta alla sinistra dell'ingresso principale, lo ricorda.

## Campailla, filosofo e poeta
Studioso di Cartesio, che tentò conciliare con la filosofia scolastica, ne applicò i principi alle sue indagini conoscitive, fatte di osservazione ed esperimenti, divenendo, insieme col filosofo trapanese Michelangelo Fardella, uno dei maggiori esponenti del cartesianesimo siciliano.
Poeta raffinato, fu accademico degli Assorditi di Urbino, dei Geniali di Palermo e degli Arcadi di Roma;  fu un membro di spicco dell'Accademia modicana, cui infuse notevole vitalità, riformandone col nome (da Accademia degli Affumicati in Accademia degli Infuocati) le attività. Nel 1709 diede alle stampe i primi sei canti (ispirati ai moduli letterari lucreziani) del poema filosofico in due parti L'Adamo, ovvero il Mondo Creato. L'edizione definitiva in venti canti fu pubblicata a Messina nel 1723, con dedica a Carlo VI d'Austria, Sacro Romano Imperatore e Re di Sicilia. Il poema, che conobbe una discreta fortuna e che è stato recentemente ristampato, rappresenta una summa delle idee teologiche, cosmologiche, fisiche e filosofiche dell'autore, improntate ad un cartesianesimo eclettico e non privo di spunti originali.
All'inizio del Settecento, la fama del Campailla, che era in corrispondenza epistolare con importanti personalità italiane (fra le quali spicca il nome del bibliotecario del Duca di Modena Ludovico Antonio Muratori), si diffuse anche all'estero, toccando Lipsia, Parigi, Londra. Il filosofo George Berkeley gli fece visita, a Modica, durante il suo viaggio in Italia. In Sicilia, Berkeley si era fermato dalla fine di ottobre del 1717 alla fine di febbraio del 1718: ci restano due lettere, in latino, a Campailla: la prima spedita da Messina nel 1718, la seconda da Londra nel 1723. Campailla diede a Berkeley i primi canti dell'Adamo e il Discorso sul moto degli animali, pubblicato nel 1710, perché li facesse recapitare a qualche membro della Royal Society; Berkeley, da parte sua, inviò a Campailla i Philosophiae Naturalis Principia Mathematica (1687), e probabilmente anche l'Opticks di Newton nella traduzione latina di Samuel Clarke (1706). Queste opere costituiranno per il siciliano la fonte di ispirazione per le cartesiane Considerazioni sopra la fisica del signor lsacco Newton (1728) che furono accolte con grande favore dal segretario dell'Accademia francese delle scienze, Bernard le Bovier de Fontenelle.

## La cura della sifilide con lebotti del Campailla
Pur non essendo medico di professione, Campailla riuscì tuttavia a promuovere gli studi di medicina nella Contea di Modica. Il suo impegno quasi umanitario lo portò a sperimentare, dal 1698 in poi, le sue famose "botti" (dette poi botti del Campailla) per la cura non solo della sifilide (considerata il male del secolo), ma anche dei reumatismi e, in genere, di qualunque forma di artrosi.
La "botte", in realtà, è una stufa mercuriale con all'interno uno sgabello, sul quale il paziente veniva fatto sedere, in attesa della cura. Questa consisteva nel versare, in un braciere che si trovava pure all'interno della stufa, la relativa dose di cinabro, da cui, per sublimazione, esalavano dei vapori di mercurio, che erano poi assorbiti dal corpo del paziente in piena sudorazione. La novità introdotta dal Campailla consistette nell'aggiunta di incenso all'interno della botte, in una dose che consentiva, ai vapori sprigionati, di essere più "respirabili" per un certo lasso di tempo, variabile dai 10 ai 20 minuti circa, a seconda dalle condizioni soggettive del paziente.
Il contributo del Campailla consentì pure di modificare la forma della botte, rispetto alle altre già esistenti in Italia ed in Europa, le quali avevano un foro in alto da cui fuoriusciva la testa del paziente che, in tal modo, non poteva respirare i vapori di mercurio medicamentosi. Tuttavia, questi vapori, così esalati, erano curativi solamente per i sifilomi che infestavano la cute, i quali regredivano sì, ma senza remissione del morbo (che sarà debellato solo nel '900 con l'avvento della penicillina), mentre i germi patogeni continuavano ad agire e moltiplicarsi nel sangue dei soggetti infetti.
Invece, grazie all'innovazione del Campailla, i pazienti, completamente all'interno della botte, potevano ora respirare la miscela di mercurio e incenso, la quale, agendo così in modo sottocutaneo, uccideva i germi diminuendone la carica patogena; spesso, si ottenevano delle guarigioni, a volte anche definitive, che all'epoca venivano considerate quasi miracolose. Infatti, un rapporto medico contemporaneo riferisce che
" [...] Dopo la cura mercuriale col metodo Campailla, si può assistere a delle rinascite complete di individui ridotti in condizioni impressionanti di cachessia o con lesioni tali da rendersi impossibile qualsiasi intervento curativo per via percutanea o ipodermica".
I risultati furono talmente soddisfacenti che Modica acquisì notorietà in tutta Europa proprio per le botti del Campailla, ancor oggi esistenti all'interno dell'antico Ospedale di S. Maria della Pietà e visitabili all'interno di un percorso museale appositamente dedicato.
Negli anni a venire, le botti del Campailla furono, imitate con scarsi risultati sia in Italia che all'estero: ad esempio, nel 1891, sorse a Palermo, per volere del prof. Mannino della locale facoltà di Medicina, un Sanatorio Campailla; agli inizi del '900, fu costruita, a Roma, la cosiddetta Botte di Modica; a Milano, ancora negli anni '50, furono costruite botti di vetro sul modello di quelle del Campailla; mentre, a Parigi, furono fondati istituti a imitazione del Sifilocomio Campailla palermitano, per la cura delle malattie reumatiche e nevralgiche.

## Opere

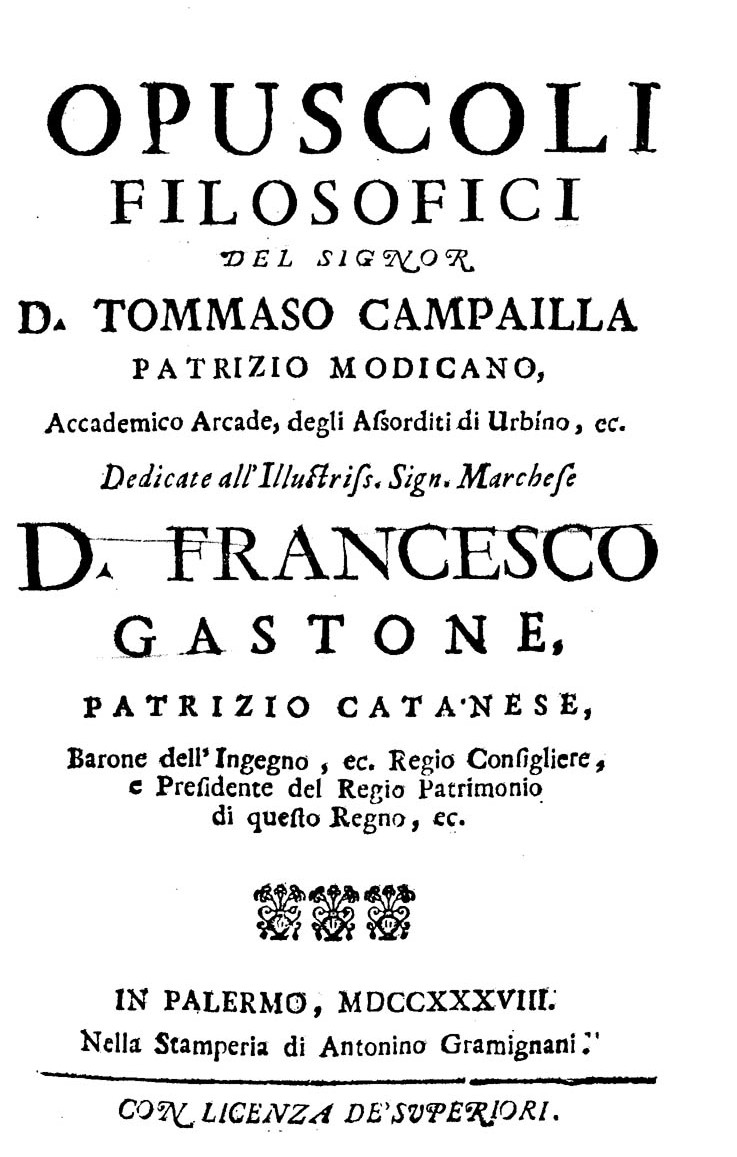
Opuscoli filosofici, 1738

- L'Adamo ovvero il mondo creato, poema filosofico, I, Catania 1709; II, Messina 1723.
- Discorso in cui si risponde alle Opposizioni fattegli dal Sig.r Dottore G. Moncada sopra la sua sentenza della fermentazione, Palermo, 1709.
- Del moto degli animali, Palermo, Antonio Pecora, 1710.
- Gli Emblemi, Palermo, Amato, 1715.
- Problemi naturali, Palermo, G. B. Aiccardo, 1727.
- Rime di Serpilla Leonzio, in Rime degli Ereini di Palermo, vol. 1, Rome, per il Bernabò, 1734,  pp. 371-372.
- Discorso diretto all'Accademia del Buon Gusto, dell'incendio dell'Etna e come si accende, Palermo 1738.
- Opuscoli filosofici, Palermo, Antonio Gramignani, 1738.
- L'Apocalisse dell'apostolo san Paolo, poema sacro, Rome, ad istanza dell'Accademia degli Ereini di Palermo, 1738.
- Filosofia per principi e cavalieri, 2 voll., Siracusa 1841.
- Alberto Vecchi (a cura di), Lettere di Tommaso Campailla a Lodovico Antonio Muratori, Modena, Aedes Muratoriana, 1956.
- Aldo Gerbino (a cura di), Trattato sulla fermentazione, Armillaria, 2016, ISBN 9788899554118.

## Teatro e Letteratura
La rappresentazione Cygnus, atto unico scritto da Nausica Zocco, prende spunto dalla vita e dalle opere di Tommaso Campailla, ed è stato portato in scena l'8 maggio 2011 a Modica, per la regia di Tiziana Spadaro.
Nel romanzo storico La dolciera siciliana di Annamaria Zizza, la protagonista Maria viene raccolta dalla strada ed ospitata nella casa di Tommaso Campailla, curata, accudita ed educata fino alla morte del Campailla stesso.